# Praia (gemeente)
Praia is een van de 22 gemeentes van Kaapverdië. Het ligt in het zuiden van het eiland Santiago. De hoofdplaats van de gemeente is de stad Praia.

## Politiek
Kaapverdië wordt op gemeentelijk niveau, net als op landelijk niveau, beheerst door twee partijen: aan de linkerzijde de PAICV en aan de rechterzijde de MpD.
De Gemeentelijke Vergadering (in het Portugees: Assembleia Municipal) van de gemeente Praia bestaat nu uit 21 leden. Hiervan zijn nu 8 leden afgevaardigd door de PAICV en 13 leden door de MpD. Het gemeentebestuur (câmara) bestaat uit 9 MpD-leden.

### Uitslagen van de gemeenteraadsverkiezingen
Elke 4 jaar vinden op dezelfde dag de verkiezingen plaats voor de Gemeentelijke Vergadering als voor het Gemeentebestuur.

#### Gemeentelijke Vergadering
|         | 2004 % | 2004 zetels | 2008 % | 2008 zetels | 2012 % | 2012 zetels |
| ------- | ------ | ----------- | ------ | ----------- | ------ | ----------- |
| PAICV   | 51,37  | 11          | 47,3   | -           | 35,4   | 8           |
| MpD     | 43,30  | 9           | 48,4   | -           | 59,8   | 13          |
| UCID    | 0,48   | 0           | 2,1    | 0           | 2,1    | 0           |
| PTS     | -      | -           | 0,5    | 0           | 0,2    | 0           |
| PCD-PRD | 4,86   | 1           | -      | -           | -      | -           |

#### Gemeentebestuur
|         | 2004 % | 2004 zetels | 2008 % | 2008 zetels | 2012 % | 2012 zetels |
| ------- | ------ | ----------- | ------ | ----------- | ------ | ----------- |
| PAICV   | 52,05  | 9           | 47,6   | 0           | 34,3   | 0           |
| MpD     | 43,10  | 0           | 49,0   | 9           | 61,6   | 9           |
| UCID    | 0,50   | 0           | 0,9    | 0           | 2,1    | 0           |
| PTS     | -      | -           | 0,0    | 0           | 0,2    | 0           |
| PCD-PRD | 4,35   | 0           | -      | -           | -      | -           |